# Fletcherimyia rileyi
Fletcherimyia rileyi är en tvåvingeart som först beskrevs av Aldrich 1916.  Fletcherimyia rileyi ingår i släktet Fletcherimyia och familjen köttflugor. Inga underarter finns listade i Catalogue of Life.